# Vid hägerns skarpa skri
Vid hägerns skarpa skri är den fjärde boken i serien Sagan om klanen Otori. Bokserien är skriven av Gillian Rubinstein under hennes pseudonym Lian Hearn, och Vid hägerns skarpa skri utgavs på svenska av Bonnier Carlsen år 2006. Boken utspelar sig sexton år efter Under lysande måne. De böcker som utspelar sig före denna bok är Och himlens vida väv, Över näktergalens golv,  På kudde av gräs och Under lysande måne.

## Handling
Sexton år har gått sedan händelserna i Under lysande måne. Otori Takeo och hans fru Otori Kaede har under denna tid fått De tre rikena att blomstra. Tillsammans har de tre döttrar; deras förstfödda dotter, Otori Shigeko, samt ett par tvillingsystrar vid namn Otori Maya och Otori Miki. Endast Maya och Miki har ärvt Släktets färdigheter. Men nu hotas freden i De tre rikena av nya faror. Kejsarens nye general Saga Hideki planerar att ta makten över De tre rikena, och inte nog med det; han har utrustats med eldvapen. Som om det inte vore nog med denna fiende så kommer det till Takeos kännedom att hans svåger Arai Zenko underminerar styret i väst och tränar trupper, trots att det inte behövs fler trupper i väst.
Takeos öde är sedan tidigare förutspått; enligt en profetia skall han endast dö för sin sons hand. Utanför äktenskapet har Takeo en son som endast ett fåtal människor i De tre rikena har kännedom om, och denne son visar sig snart ha förmågor som ingen annan levande medlem i Släktet besitter. När Takeos gamle läromästare och vän Muto Kenji dör när han söker efter Takeos ende son, utser Takeo Kenjis brorsdotter Muto Shizuka till ny mäster inom Släktet. Denna skymf mot gamla seder ingjuter hat och upprorsvilja inom Släktet, och det splittras. 
Inspirerad av de gamla mästarna i Hououns väg bestämmer sig Takeo för att försöka säkra freden i De tre rikena genom att besöka huvudstaden Miyako och där förhandla med Kejsaren. Takeo ger sig av med ett följe av sina bästa vänner, krigare samt sin dotter Shigeko med ovärderliga gåvor. Samtidigt bakom kulisserna förbereder Takeo sitt rike på ett kommande krig. 

## Karaktärer
- Otori Takeo, huvudpersonen och härskaren i De tre rikena
- Otori Kaede, hans fru och medhjälpare
- Otori Shigeko, deras förstfödda dotter och arvtagerska
- Otori Maya, en av tvillingdöttrarna som är mycket begåvad med släktets förmågor
- Otori Miki, den andra av tvillingdöttrarna som är lika begåvad
- Sugita Hiroshi, en av vasallerna och en nära vän till Takeo. Mästare i Hououns väg
- Miyoshi Gemba, en av Takeos närmaste vänner som även han är mästare i Hououns väg
- Miyoshi Kahei, Gembas broder och överbefälhavare i Takeos armé
- Minoru, Takeos skrivare
- Sonoda Mitsuru, länsherre över Inuyama
- Sonoda Ai, Mitsurus fru och Kaedes syster
- Matsuda Shingen, abbot vid klostret Terayama
- Kubo Makoto (senare Eikan), Shingens efterträdare och Takeos bäste vän och före detta älskare
- Terada Fumio, befälhavare i Takeos flotta och nära vän
- Terada Fumifusa, Fumios far
- Kuroda Junpei, Takeos livvakt
- Kuroda Shinsaku, Takeos livvakt
- Arai Zenko, Arai-klanens överhuvud och länsherre över Kumamoto
- Arai Hana, Zenkos fru och Kaedes syster
- Arai Sunaomi, Zenkos och Hanas äldsta son
- Arai Chikara, Zenkos och Hanas yngsta son
- Muto Kenji, Mäster i Mutofamiljen och Takeos vän
- Muto Shizuka, Kenjis brorsdotter och efterträdare, mor till Zenko Och Taku,
- Muto Taku, en mycket högt uppsatt person i Muto-familjen och Takeos vän
- Muto Sada, Takus älskarinna
- Muto Mai, Sadas syster
- Muto Yuki, Kenjis döda dotter, moder till Hisao
- Muto Yasu, en köpman och medlem i släktet
- Dr Ishida, Shizukas man, Takoes läkare
- Kikuta Akio, Kikutafamiljens mäster och Takeos värsta fiende
- Kikuta Hisao, känd som Yukis och Akios son men är egentligen Yukis och Takeos förste avkomma
- Kikuta Gosaburo, Akios farbror
- Imai Bunta, Shizukas informatör
- Lord Kono, Herr Fujiwaras son och en högt uppsatt adelsman
- Saga Hideki, Kejsarens general och härskaren över de östra provinserna
- Don Joao, portugisisk köpman
- Don Carlo, portugisisk

präst
- Madaren, deras tolk och Takeos syster

## Hästar
- Tenba, en svart häst Shigeko givit Takeo
- Raku, Takeos döda favorithäst. Far till Ryume och Keri
- Ryume, Takus häst
- Keri, Hiroshis häst
- Ashige, Shigekos grå häst